# Lepralielloidea
Lepralielloidea zijn een superfamilie van mosdiertjes (Bryozoa) uit de orde van de Cheilostomatida. De wetenschappelijke naam ervan werd in 1949 voor het eerst geldig gepubliceerd door Vigneaux.

## Families
- Atlantisinidae Berning, Harmelin & Bader, 2017
- Bryocryptellidae Vigneaux, 1949
- Cheilhorneropsidae Annoscia, Braga & Finotti, 1984  †
- Dhondtiscidae Gordon, 1989
- Escharellidae Levinsen, 1909
- Exochellidae Bassler, 1935
- Gemelliporellidae Vigneaux, 1949
- Hincksiporidae Powell, 1968
- Jaculinidae Zabala, 1986
- Lepraliellidae Vigneaux, 1949
- Metrarabdotosidae Vigneaux, 1949
- Romancheinidae Jullien, 1888
- Sclerodomidae Levinsen, 1909
- Sfeniellidae Gordon, 2006  †
- Tessaradomidae Jullien, 1903
- Umbonulidae Canu, 1904

### Synoniemen
- Celleporariidae Harmer, 1957 → Lepraliellidae Vigneaux, 1949
- Desmacystidae Dick & Ross, 1988 → Umbonulidae Canu, 1904
- Holoporellidae Levinsen, 1909 → Lepraliellidae Vigneaux, 1949
- Mucronellidae MacGillivray, 1887 → Romancheinidae Jullien, 1888